# Rob Compas
Rob Compas (nascido em 10 de novembro de 1966) é um ex-ciclista holandês, que conquistou o título nacional amador (corrida em estrada), em 1992, derrotando  Erik Dekker (segundo) e Bart Voskamp (terceiro). Representou o seu país de origem nos Jogos Olímpicos de Barcelona 1992, terminando na 42ª posição.